# 安瓊加區
安瓊加區（西班牙語：Distrito de Anchonga），是秘魯的一個區，位於該國中南部萬卡韋利卡大區的安拉賴斯省，始建於1945年1月5日，面積72.4平方公里，海拔高度3,298米，2005年人口7,282，人口密度每平方公里100人。